# بي. غراهام
بي. غراهام (بالإنجليزية: B. L. Graham)‏  (و. 1914 – 2001 م) هو لاعب كرة السلة، ومدرب كرة سلة، من الولايات المتحدة، يلعب كلاعب الوسط (كرة سلة)، توفي عن عمر يناهز 87 عاماً.